# Drosera magnifica
Drosera magnifica (лат.) — плотоядное растение, вид рода Росянка (Drosera) семейства Росянковые (Droseraceae), эндемик Бразилии, один из 30 видов росянки, произрастающих в Бразилии.

## Ботаническое описание

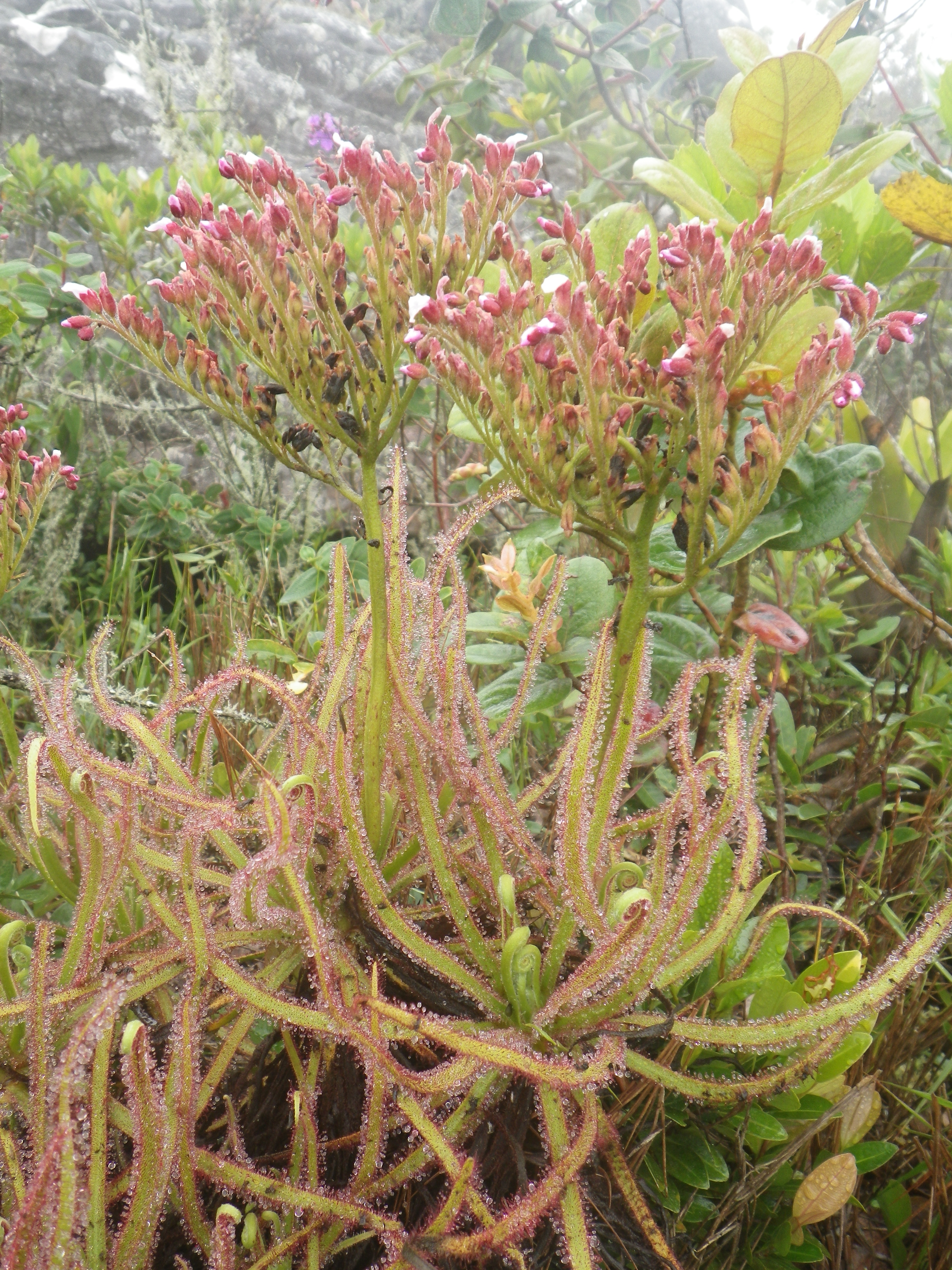
Цветущая Drosera magnifica

Drosera magnifica — крупная росянка, которая может достигать 120 см в длину, а вместе с листьями — более 150 см в длину. Поразительной особенностью вида является канделябровая форма соцветий, состоящих из множества кластеров, подобных другим, географически удалённым видам, таким как росянка двусложная или клубневая секция Ergaleium, что довольно необычно для бразильского вида.

## Распространение и местообитание
Вид является эндемиком горы Пику-ду-Падре-Анджело (1500—1530 м над уровнем моря) в восточной части штата Минас-Жерайс на юго-востоке Бразилии, где он растёт среди обнажений песчаника среди травянистой и кустарниковой растительности. Это один из трёх крупнейших видов росянки (два других — Drosera regia из Южной Африки и Drosera gigantea из Австралии). Он был обнаружен в 2015 году с помощью изображений, появившихся в социальной сети Facebook. Это самая крупная росянка Нового Света, родственная Drosera graminifolia и Drosera spiralis. Согласно категориям и критериям Красного списка МСОП, он считается находящимся под угрозой исчезновения.

## Открытие
Вид Drosera magnifica был обнаружен специалистом по орхидеям Реджинальдо Васконселосом, который разместил изображение растения на Facebook в 2012 году. Год спустя Пауло Гонелла, исследователь растений из Института биологических наук Университета Сан-Паулу, наткнулся на изображение и понял, что это новый вид росянки. После поездки на гору описание было опубликовано в ботаническом журнале Phytotaxa.
Drosera magnifica стало первым видом растений, обнаруженным с помощью изображения, размещённого в социальных сетях. Точные сведения о его местонахождении позволили профессиональным ботаникам посетить место сбора оригинального экземпляра, собрать фотографии и материалы и составить описание.